# کوریدوراس خال‌قهوه‌ای
کوریدوراس خال‌قهوه‌ای الگو:علمی(Aspidoras fuscoguttatus، یک ماهی آب شیرین ساکن مناطق گرمسیری و متعلق به زیر خانواده (Corydoradinae) از خانواده گربه‌ماهیان زره‌دار است. خاستگاه آن آبهای داخلی آمریکای جنوبی و حوضه بالایی رودخانه پارانا در برزیل و پرو می‌باشد.
طول این ماهی به ۴ سانتیمتر (۱٫۶ اینچ) می‌رسد. در آب و هوای گرمسیری در آبی با پی‌اچ ۵٫۵ تا ۶٫۸، سختی آب ۱۲ dGH و محدوده دمایی بین ۲۲ تا ۲۵ درجه سانتیگراد زندگی می‌کند. کوریدوراس خال‌قهوه‌ای از کرم‌ها، سخت پوستان کف بستر، حشرات و مواد گیاهی تغذیه می‌کند. در پوشش گیاهی متراکم تخم‌گذاری می‌کنند و نر و ماده‌های بالغ از تخم‌ها محافظت نمی‌کنند.
از آنجایی‌که تشخیص آن از سایر گونه‌های مرتبط دشوار است، در تجارت آکواریوم گونه چندان محبوبی نمی‌باشد.